# Ozoroa reticulata
Espèce
Synonymes
- Heeria insignis var. reticulata Baker f.[2]
- Heeria insignis Baker f.[3]
- Heeria reticulata (Baker f.) Engl.[2]
- Ozoroa insignis subsp. reticulata (Baker f.) J. B. Gillett (préféré par GRIN)[3]
- Ozoroa reticulata (Baker f.) R. Fern. & A. Fern.[3]
- Ozoroa reticulata (Baker f.) R.Fern. & A.Fern.[2]

Ozoroa reticulata est une espèce de plantes de la famille des Anacardiaceae.

## Liste des sous-espèces
Selon Tropicos (11 avril 2019) :
- sous-espèce Ozoroa reticulata subsp. grandifolia R. Fern. & A. Fern.

## Publication originale
- Boletim da Sociedade Broteriana, sér. 2, 38: 195. 1965.